# Orávka
Orávka és un poble i municipi d'Eslovàquia. Es troba a la regió de Banská Bystrica.

## Història
La primera menció escrita de la vila es remunta al 1922.

## Demografia
| Godina             | 1994 | 2004   | 2014   | 2024   |
| ------------------ | ---- | ------ | ------ | ------ |
| Nombre de persones | 188  | 174    | 165    | 152    |
| Diferència         |      | −7,44% | −5,17% | −7,87% |

| Godina             | 2023 | 2024   |
| ------------------ | ---- | ------ |
| Nombre de persones | 157  | 152    |
| Diferència         |      | −3,18% |